# Purple Passages
Purple Passages kompilacijski je album britanskog hard rock sastava Deep Purple, kojeg 1972. godine objavljuje diskografska kuća, 'Warner Bros. Records'.
Materijal na albumu sastoji se od njihovih najboljih hitova, objavljenih tijekom 1960-ih godina, poput klasika "Hush" i "Kentucky Woman". Ova kompilacija sadrži materijal objavljen samo za američko tržište u periodu 1968. – 1969. godine.

## Popis pjesama

### Originalno vinili izdanje (2 LP-a)
1. "And The Address" (Blackmore/Lord) - 4.53
2. "Hey Joe" (trad., arr. Lord/Evans/Simper/Paice/Blackmore) - 6.57
3. "Hush" (Joe South) - 4.20
4. "Emmeretta" (Lord/Blackmore/Evans) - 2.58
5. "Chasing Shadows" (Lord/Paice) - 5.31
6. "The Bird Has Flown" (Evans/Blackmore/Lord) - 5.30
7. "Why Didn't Rosemary?" (Blackmore/Lord/Evans/Simper/Paice) - 5.00
8. "Hard Road (Wring That Neck)" (Blackmore/Lord/Simper/Paice) - 5.11
9. "The Shield" (Blackmore/Evans/Lord) - 6.02
10. "Mandrake Root" (Blackmore/Evans/Lord) - 6.03
11. "Kentucky Woman" (Neil Diamond) - 4.44
12. "April" (Blackmore/Lord) - 12.03

## Izvođači
- Ritchie Blackmore - prva gitara
- Rod Evans - vokal
- Jon Lord - orgulje, klavijature, vokal
- Ian Paice - bubnjevi
- Nick Simper - bas-gitara, vokal

## Vanjske poveznice
- Allmusic.com - Deep Purple - Purple Passages